# Zurichtung (Druck)
Die Zurichtung ist im Buchdruck die Feinanpassung der Druckkraftverteilung in der Druckmaschine. Man unterscheidet folgende Arten der Zurichtung: Als erstes erfolgt die Plattenzurichtung, das ist die Anpassung der Druckform selbst. Anschließend kommt die Ausgleichszurichtung, damit wird das Ausgleichen der Druckkraft über die gesamte Fläche der Druckform erreicht. Schließlich gibt es noch die Kraftzurichtung, nämlich die Anpassung der Druckkraft an die Druckform. Die Zurichtung wird im Buchdruck immer im Aufzug angebracht.

## Plattenzurichtung
Vorbereitung der Druckform: Notwendig vor allem bei Klischees, die auf Holzsstöcke aufgenagelt wurden. Um Unebenheiten am Druckstock auszugleichen, wurde an dessen Unterbau eine Zurichtung vorgenommen.

## Ausgleichszurichtung (Druckausgleich)
Ausgleichen der Druckkraft über die gesamte Druckfläche: Im Streiflicht erkennt man auf der Rückseite des Bogens anhand des Reliefs des leicht eingeprägten Druckbildes, ob die Druckkraft über die ganze Druckfläche gleichmäßig verteilt ist. Die Teile des Druckbildes, die nicht genügend ausdrucken, werden im Aufzug mit Papier hinterlegt. 

## Kraftzurichtung
Anpassung der Druckkraft an die Druckform: Flächige Bildteile und fette, große Schriften benötigen viel Druckkraft um sauber auszudrucken, feine Schriften und Linien hingegen geringe Druckkraft. Zum Ausgleichen der Druckkraft werden jene Teile, die mehr Druckkraft benötigen, im Aufzug mit Seidenpapier unterlegt. Dazu wird zunächst ein Abzug auf einen Zurichtebogen (Papierbogen, auf dem die Zurichtung angebracht wird) gemacht, und die zu unterlegenden Teile gekennzeichnet. Dann wird je nach Erfordernis jene Teile, die mehr Druckkraft benötigen, mit einer oder abgestuft in mehreren Lagen mit Seidenpapier unterlegt. Dieser Zurichtebogen wird dann passgenau unter dem Deckbogen im Aufzug angebracht.
Da diese Art der Zurichtung besonders im mehrfarbigen Bilderdruck, bei dem jede Farbe eine eigene Zurichtung benötigt, sehr zeitaufwändig war, wurden später andere Verfahren entwickelt:
Bei der mechanischen Kreidereliefzurichtung (MKZ) wird ein Druck auf eine mit Kreide beschichtete Trägerfolie gemacht. Anschließend wird die Kreideschicht weggeätzt. Die ölige Druckfarbe schützt beim Ätzen die Kreideschicht, dadurch wird sie in dunklen Bildpartien weniger stark abgetragen und es entsteht so ein Relief, das genau der erforderlichen Druckkraftverteilung entspricht.
Bei der 3M-Zurichtung wird zunächst ein Druck auf eine Trägerfolie gemacht. Danach bedeckt man die bedruckte Folie mit feinem Harzpulver. Je tiefer der Ton umso mehr Druckfarbe wird aufgetragen, die dann umso mehr Pulver binden kann. Das so entstandene Relief wird anschließend durch Hitze fixiert.